# Poul Hugo Lundsteen
Poul Hugo Lundsteen (ur. 1910, zm. 1980) – polityk grenlandzki, gubernator Grenlandii od 1 czerwca 1950 do 1 sierpnia 1960. 